# Nemertoderma westbladi
Espèce
Nemertoderma westbladi est une espèce de némertodermatides de la famille des Nemertodermatidae, des vers marins microscopiques.

## Répartition
Cette espèce est endémique de l'océan Atlantique Nord.

## Description
Nemertoderma westbladi mesure de 360 à 750 µm.

## Étymologie
Cette espèce est nommée en l'honneur d'Einar Westblad qui avait décrit cette espèce sans lui donné de nom en 1937.

## Publication originale
- Steinbock, 1938 : Über die Stellung der Gattung Nemertoderma Steinbock im System der Turbellarien. Acta Societatis pro fauna et Flora Fennica, vol. 62, p. 1-28.